# CONCACAF Nations League 2023-2024 - Lega B

## Gruppo A

### Classifica
| Squadra             | Pt | G | V | N | P | GF | GS | DG  |
| ------------------- | -- | - | - | - | - | -- | -- | --- |
| Guadalupa           | 15 | 6 | 5 | 0 | 1 | 16 | 3  | +13 |
| Saint Lucia         | 10 | 6 | 3 | 1 | 2 | 10 | 6  | +4  |
| Sint Maarten        | 6  | 6 | 2 | 0 | 4 | 6  | 15 | -9  |
| Saint Kitts e Nevis | 4  | 6 | 1 | 1 | 4 | 4  | 12 | -8  |

### Risultati
| Arbitro: | Ricangel de Leça |

|                |           |                                                          |
| Amatkarijo 51’ | Marcatori | 45’, 48’, 89’ Poleon 57’ Hackett-Fairchild 75’ Stanislas |

| Arbitro: | Filiberto Martínez |

|                |           |                           |
| Williams 45+2’ | Marcatori | 24’ Archimède 77’ Arconte |

| Arbitro: | Pierre-Luc Lauzière |

|                                                          |           |  |
| Phaeton 23’ (rig.) Plumain 25’ (rig.), 58’ Archimède 40’ | Marcatori |  |

| Arbitro: | Moeth Gaymes |

|                             |           |  |
| President 49’ Stanislas 75’ | Marcatori |  |

| Arbitro: | Josué Ugalde |

|                   |           |                        |
| Lake 19’ Kort 79’ | Marcatori | 16’, 48’, 68’ Williams |

| Arbitro: | Oshane Nation |

|                          |           |                |
| Elva 45’ Mac Farlane 58’ | Marcatori | 29’ Roussillon |

| Arbitro: | Nicolas Wassouf |

|                         |           |  |
| Plumain 52’ (rig.), 71’ | Marcatori |  |

| Arbitro: | Yadel Martínez |

|  |           |          |
|  | Marcatori | 32’ Pata |

| Basseterre 16 novembre 2023, ore 19:00 UTC-5 | Saint Kitts e Nevis | 0 – 0 referto | Saint Lucia | SKNFA Technical Center (120 spett.)\| Arbitro: \| David Gómez \| |
| Arbitro:                                     | David Gómez         |               |             |                                                                  |

| Arbitro: | Reon Radix |

|  |           |                           |
|  | Marcatori | 65’ Plumain 90+5’ Phaeton |

| Arbitro: | Daniel Quintero |

|                                                       |           |  |
| Phaeton 19’ Arconte 74’, 90’ Bevis 76’ Roussillon 80’ | Marcatori |  |

| Arbitro: | Marco Ortiz |

|            |           |                         |
| Thomas 12’ | Marcatori | 38’ Amatkarijo 56’ Lake |

## Gruppo B

### Classifica
| Squadra         | Pt | G | V | N | P | GF | GS | DG  |
| --------------- | -- | - | - | - | - | -- | -- | --- |
| Nicaragua       | 16 | 6 | 5 | 1 | 0 | 17 | 1  | +16 |
| Rep. Dominicana | 10 | 6 | 3 | 1 | 2 | 14 | 6  | +8  |
| Montserrat      | 9  | 6 | 3 | 0 | 3 | 9  | 14 | -5  |
| Barbados        | 0  | 6 | 0 | 0 | 6 | 7  | 26 | -19 |

### Risultati
| Arbitro: | Patrick Senecharles |

|  |           |                  |
|  | Marcatori | 38’, 41’ Acevedo |

| Arbitro: | Ken Pennyfeather |

|                    |           |                                        |
| Downey 8’ Gale 26’ | Marcatori | 6’, 90+8’ Taylor 81’ (aut.) Codrington |

| Arbitro: | Oshane Nation |

|                                   |           |  |
| Dorsett 3’ (aut.) Romero 25’, 64’ | Marcatori |  |

| Arbitro: | Bryan López |

|                                                  |           |  |
| Smith 11’ Pérez 40’ Moreno 45+1’, 76’ Montes 69’ | Marcatori |  |

| Arbitro: | Jorge Leira |

|  |           |                                  |
|  | Marcatori | 5’ Pérez 72’ Medina 90+4’ Montes |

| Arbitro: | Benjamin Whitty |

|  |           |                                                               |
|  | Marcatori | 7’ Romero 21’ Reyes 45’ (aut.) Griffith 57’ Mörschel 88’ Alba |

| Arbitro: | José Valladares |

|                                           |           |  |
| Pérez 38’ Coronel 43’ Belli Moldskred 48’ | Marcatori |  |

| Arbitro: | Nima Saghafi |

|                                            |           |                             |
| Alba 17’ Romero 30’, 48’, 79’ Mörschel 59’ | Marcatori | 10’ (rig.), 66’ (rig.) Gale |

| Arbitro: | Yadel Martinez |

|                      |           |           |
| Barzey 37’ Simon 57’ | Marcatori | 75’ Reyes |

| Arbitro: | Kwinsi Williams |

|  |           |                                                              |
|  | Marcatori | 22’ (rig.) Arteaga 43’ Rodriguez 55’ Luis Coronel 59’ Montes |

| Arbitro: | Moeth Gaymes |

|                                              |           |                       |
| Barzey 33’ Dyer 35’ Daniels 62’ Richmond 88’ | Marcatori | 47’ Jules 90+4’ James |

| Managua 21 novembre 2023, ore 20:00 UTC-6 | Nicaragua       | 0 – 0 referto | Rep. Dominicana | Nicaragua National Football Stadium\| Arbitro: \| Ignacio Fuentes \| |
| Arbitro:                                  | Ignacio Fuentes |               |                 |                                                                      |

## Gruppo C

### Classifica
| Squadra                   | Pt | G | V | N | P | GF | GS | DG |
| ------------------------- | -- | - | - | - | - | -- | -- | -- |
| Guyana francese           | 10 | 6 | 3 | 1 | 2 | 10 | 6  | +4 |
| Saint Vincent e Grenadine | 9  | 6 | 3 | 0 | 3 | 13 | 14 | -1 |
| Bermuda                   | 8  | 6 | 2 | 2 | 2 | 8  | 9  | -1 |
| Belize                    | 7  | 6 | 2 | 1 | 3 | 5  | 7  | -2 |

### Risultati
| Devonshire 8 settembre 2023, ore 17:00 UTC-3 | Bermuda           | 0 – 0 referto | Guyana francese | Dame Flora Duffy National Sports Centre\| Arbitro: \| Jefferson Escobar \| |
| Arbitro:                                     | Jefferson Escobar |               |                 |                                                                            |

| Arbitro: | Oliver Vergara |

|            |           |                                 |
| Mensah 18’ | Marcatori | 51’ Simmons 79’ (aut.) Nembhard |

| Arbitro: | Joseph Dickerson |

|                                         |           |                                     |
| Anderson 40’, 42’, 45+2’ Sutherland 63’ | Marcatori | 21’ Bean 69’ Coddington 74’ Simmons |

| Arbitro: | Hakeem Harvey |

|  |           |                          |
|  | Marcatori | 64’ Polanco 68’ Cappello |

| Arbitro: | Steffon Dewar |

|                |           |                                                    |
| Sutherland 31’ | Marcatori | 7’ Nemouthe 11’ (rig.) Abelinti 42’ Baal 81’ Haabo |

| Arbitro: | Juan Gabriel Calderón |

|  |           |              |
|  | Marcatori | 18’ Crichlow |

| Arbitro: | Pierre-Luc Lauzière |

|                                          |           |                  |
| Nemouthe 9’ (rig.) Gaubert 44’ Haabo 76’ | Marcatori | 16’, 73’ Stewart |

| Arbitro: | David Gómez |

|              |           |                   |
| Crichlow 37’ | Marcatori | 75’ (rig.) Reneau |

| Arbitro: | Jaime Herrera |

|                                             |           |                |
| Tucker 6’ Crichlow 44’ Parfitt-Williams 50’ | Marcatori | 34’ McBurnette |

| Arbitro: | Jefferson Escobar |

|                |           |  |
| Martinez 90+6’ | Marcatori |  |

| Arbitro: | José Torres |

|                                    |           |  |
| Ajaiso 29’ Baal 49’ Sarrucco 90+4’ | Marcatori |  |

| Arbitro: | Kimbell Ward |

|                                 |           |  |
| Spring 3’ Edwards 84’ Velox 85’ | Marcatori |  |

## Gruppo D

### Classifica
| Squadra           | Pt | G | V | N | P | GF | GS | DG  |
| ----------------- | -- | - | - | - | - | -- | -- | --- |
| Guyana            | 15 | 5 | 5 | 0 | 0 | 20 | 5  | +15 |
| Porto Rico        | 12 | 6 | 4 | 0 | 2 | 22 | 10 | +12 |
| Antigua e Barbuda | 4  | 6 | 1 | 1 | 4 | 9  | 22 | -13 |
| Bahamas           | 1  | 5 | 0 | 1 | 4 | 7  | 21 | -14 |

### Risultati
| Arbitro: | Mario Escobar |

|                |           |                                                              |
| Deterville 45’ | Marcatori | 14’, 29’ (rig.), 87’ Glasgow 33’ Benjamin 62’ (aut.) Cordice |

| Arbitro: | Julio Luna |

|            |           |                                                      |
| Rahming 2’ | Marcatori | 6’ Díaz 14’ R. Rivera 35’, 86’, 89’ Burgos 42’ Sulia |

| Arbitro: | Shekiel Jokil |

|                                           |           |                               |
| Glasgow 44’ Duke-McKenna 54’ Benjamin 58’ | Marcatori | 39’ (rig.), 86’ (rig.) Julmis |

| Arbitro: | Melvin Matamoros |

|                                         |           |  |
| Díaz 15’, 46’, 90’ R. Rivera 43’ (rig.) | Marcatori |  |

| Arbitro: | Ismael Cornejo |

|                                 |           |                                           |
| Antonetti 11’ Rivera 43’ (rig.) | Marcatori | 60’ (rig.) Glasgow 63’ Benjamin 85’ Moore |

| Arbitro: | Melvin Matamoros |

|            |           |                                                |
| Julmis 62’ | Marcatori | 3’, 9’ Stevens 43’ Bramble 77’ (rig.) Griffith |

| Arbitro: | Reon Radix |

|                        |           |                      |
| Parker 54’ Bramble 59’ | Marcatori | 5’ Wells 82’ Johnson |

| Arbitro: | Sergio Rozenhout |

|                                        |           |          |
| Moriah-Welsh 48’ Moore 76’ Glasgow 85’ | Marcatori | 41’ Díaz |

| Arbitro: | Benjiamin Whitty |

|                                 |           |                            |
| Dion Pereira 52’ Deterville 54’ | Marcatori | 7’, 58’ W. Rivera 33’ Ríos |

| Santo Domingo TBD , ore 15:00 UTC-4 | Bahamas        | – Cancellata referto | Guyana | Stadio olimpico Félix Sánchez\| Arbitro: \| Rubiel Vazquez \| |
| Arbitro:                            | Rubiel Vazquez |                      |        |                                                               |

| Arbitro: | Sergio Rozenhout |

|                                                                                |           |  |
| Benjamin 7’ Glasgow 36’ Moriah-Welsh 45’ De Rosario 67’ Lovell 90’ Moore 90+3’ | Marcatori |  |

| Arbitro: | Steffon Dewar |

|                                                              |           |            |
| R. Rivera 2’, 6’, 19’ Ríos 39’ Díaz 74’ W. Rivera 77’ (rig.) | Marcatori | 53’ Joseph |

## Statistiche

### Classifica marcatori
7 reti
- Omari Glasgow (2 rig.)

6 reti
- Gerald Díaz

- Ricardo Rivera (1 rig.)

- Dorny Romero

5 reti
- Ange-Freddy Plumain (2 rig.)

4 reti
- Thierry Gale (2 rig.)

- Kelsey Benjamin

- Tiquanny Williams

3 reti
- Wood Julmis (2 rig.)
- Kane Crichlow
- Taïryk Arconte
- Matthias Phaeton (1 rig.)

- Deon Moore
- Jacob Montes
- Juan Luis Pérez
- Joel Burgos

- Wilfredo Rivera (1 rig.)
- Dominic Poleon
- Oalex Anderson

2 reti
- TJ Bramble
- Raheem Deterville
- Javorn Stevens
- Luther Archimède
- Jérôme Roussillon
- Nathan Moriah-Welsh
- Loïc Baal
- Jules Haabo

- Thomas Nemouthe (1 rig.)
- Brandon Barzey
- Lyle Taylor
- Óscar Acevedo
- Luis Coronel
- Jaime Moreno Ciorciari
- Darren Ríos
- Riki Alba

- Heinz Mörschel
- Edarlyn Reyes
- Ridel Stanislas
- Cornelius Stewart
- Jahvin Sutherland
- Chovanie Amatkarijo
- Gerwin Lake

1 rete
- Quinton Griffith
- Joshua Parker
- Dion Pereira
- Nahum Johnson
- Marcel Joseph
- Christopher Rahming
- Nathan Wells
- Elijah Downey
- Tajio James
- Rashad Jules
- Angelo Cappello
- Nana Mensah
- Jordy Polanco
- Eldon Reneau (1 rig.)
- Eugene Martínez
- Jai Bean
- Remy Coddington

- Djair Parfitt-Williams
- Lejaun Simmons
- Ne-Jai Tucker
- Kilian Bevis
- Osaze De Rosario
- Stephen Duke-McKenna
- Arnold Abelinti (1 rig.)
- Albert Ajaiso
- Franz Gaubert
- Joel Sarrucco
- Donervon Daniels
- Josiah Dyer
- Dominic Richmond
- Kaleem Strawbridge
- Junior Arteaga (1 rig.)
- Harold Medina
- Matías Moldskred Belli

- Nextaly Rodríguez
- Ariagner Smith
- Leandro Antonetti
- Rodolfo Sulia
- Caniggia Elva
- Reeco Hackett-Fairchild
- Jevick Mac Farlane
- Gregson President
- Terell Thomas
- Kyle Edwards
- Nazir McBurnette
- Marlon Simmons
- Diel Spring
- Oryan Velox
- Imar Kort
- Ilounga Pata

Autoreti
- Roneba Cordice (1, pro  Guyana)
- Shane Codrington (1, pro  Montserrat)

- Ramón Griffith (1, pro  Rep. Dominicana)
- Deshawon Nembhard (1, pro  Saint Vincent e Grenadine)

- Jeriel Dorsett (1, pro  Rep. Dominicana)